# M95-helm
De M95-helm was de standaard gevechtshelm van de Nederlandse Koninklijke Landmacht van 1995 tot en met begin 2022. De helm wordt ook wel aangeduid als 'gevechtshelm, composiet'. De helm is gemaakt van composietmateriaal met aramide. 

## Geschiedenis
Tot 1995 werd de zogenaamde M53-troepenhelm gebruikt. Doordat deze verouderd was werd er voor het leger gezocht naar een nieuw model. De M95 is een kopie van de Duitse B826-gevechtshelm. De M95-helm wordt in 2022 bij Defensie uitgefaseerd en vervangen door de STRONG-helm.

## Gebruikers
- Nederland: in gebruik van medio 1996 tot en met 2022.
- Oekraïne: gedoneerd door de Nederlandse staat of door burgers na de Russische invasie van Oekraïne in 2022.[3]